# Ibón de Acherito
El ibón de Acherito es un ibón situado en el valle de Hecho, municipio de Ansó, en la comarca de la Jacetania, en el Parque Natural de los valles Occidentales.

## Fauna
En él se encuentra una colonia de tritón pirenaico que cuenta con una evolución diferente al resto de ejemplares de la especie.